# Eberhard Friedrich von Gemmingen

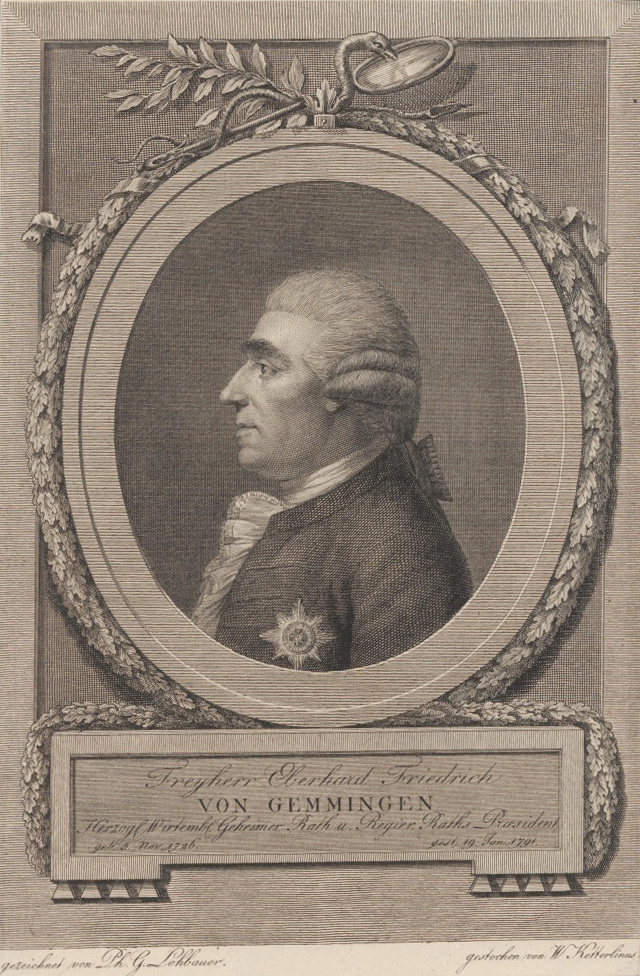
Eberhard Friedrich von Gemmingen

Eberhard Friedrich Reichsfreiherr von Gemmingen (* 5. November 1726 in Heilbronn; † 19. Januar 1791 in Stuttgart) gehört zu dem Geschlecht der Herren von Gemmingen. Er war Lyriker, Komponist und württembergischer Politiker.

## Leben
Eberhard Friedrich entstammte dem älteren Zweig Bürg-Presteneck der Freiherren von Gemmingen und war jüngstes von drei Kindern und zweiter Sohn von Eberhard von Gemmingen (1674–1741), Obervogt zu Balingen, und Friederike Katharina Justine von Wallbronn. Er zeigte sich als ausgesprochen sprachbegabt und erwarb während seiner Ausbildung rasch gründliche Kenntnisse in Englisch, Französisch, Italienisch und Latein; letztere beherrschte er wie seine zweite Muttersprache. Auch entwickelte er schon in jungen Jahren eine Leidenschaft für die Jagd und das Schachspiel.
In Tübingen und Göttingen studierte er Jura. 1745 war er bei der Kaiserkrönung in Frankfurt und in Göttingen verfasste er 1748 eine Rede zur Ankunft des Königs Georg II. von Großbritannien. Er lebte ausgesprochen sparsam und einfach, obwohl ihm sein Vater u. a. 6000 Gulden hinterließ. 1748 wurde er württembergischer Geheimrat und 1767 Regierungsratspräsident. Während des Siebenjährigen Kriegs begleitete er den Herzog von Württemberg nach Böhmen. 1774 wurde er in den herzoglichen Jagdorden aufgenommen.
Er war befreundet mit Albrecht von Haller und den Malern Nicolas Guibal und Harper. Verheiratet war er nicht und hatte auch keine Nachkommen. Wichtig war ihm die Landeskultur, und er galt als absolut unbestechlich. Auch war er ein ausgezeichneter Geschichtskenner. Als Gegner von Privilegien war er auch nicht stolz auf seinen Adelstitel, schätzte ihn aber wie ein Erbstück.
Er wurde in Bürg bestattet. In seinem Testament bedachte er seine männlichen Dienstboten mit jeweils 1250 Gulden und seine weiblichen mit 500 Gulden. Armen und Blinden vermachte er 3000 Gulden.

## Werke
Literarisch trat er in Erscheinung durch seine Lieder, Oden und Erzählungen in zwei Bänden. Weiter sind sechs Gedichte (Blicke in das Landleben, Einsamkeit im Winter, der Name der Nachwelt, Streit zwischen Ehrfurcht und der Ruhe, der menschenfreundliche Staatsmann und die stille Landluft seines Freundes) von ihm bekannt sowie weitere poetische und prosaische Werke.
Auch war er ein Freund der Musik und spielte das Klavier mit ungemeiner Fertigkeit. Er komponierte Lieder und Arien, sechs große Orchestersymphonien, sowie mehrere Quartette, Terzette und Duette für verschiedene Instrumente.
1821 wurde aus seinem Nachlass herausgegeben: Heinrich Schickard's Baumeisters von Herrenberg Lebensbeschreibung.